# Station London Road (Guildford)
London Road (Guildford) is een spoorwegstation van National Rail in Guildford in Engeland. Het station is eigendom van Network Rail en wordt beheerd door South Western Railway. 